# Margaret Bannerman
Margaret Bannerman (Toronto, Ontario, 15 de diciembre de 1896-Englewood, 14 de junio de 1976) fue una actriz canadiense reconocida por su trabajo en las películas inglesas The Gay Lord Quex, Lady Audley's Secret y Hindle Wakes. También tuvo una carrera exitosa en teatro.

## Carrera
Bannerman nació en Toronto, Ontario, el 15 de diciembre de 1896, hija de Charles Grand y Margaret Hurst. Asistió a la escuela Bishop Strachan en Toronto, luego a la Mount Saint Vincent Academy en Halifax, Nueva Escocia. La familia se mudó a Inglaterra al estallar la Primera Guerra Mundial.
Grand comenzó su carrera en el teatro inglés en 1915 en Charlotte's Revue, protagonizada por Gertrude Lawrence. Durante la época del cine mudo apareció en varias películas de comedia. Un momento culminante de su carrera como actriz fue el papel de Lady George Graystone en Our Betters de Somerset Maugham, que se presentó 548 veces en el Globe Theatre de Londres, Inglaterra. Un ataque de nervios en 1925 interrumpió su carrera como actriz. Después de un año de recorrer Australia en 1928, regresó al teatro de Londres antes de mudarse a los Estados Unidos en la década de 1930. Volvió a actuar en cine en la década de 1930, tratando de entrar en las películas estadounidenses. Apareció en películas hasta 1947 y continuó en el teatro hasta 1963.
Bannerman actuó profesionalmente dos veces en su ciudad natal, inicialmente en 1940 en Our Better's en el Royal Alexandra Theatre. Hizo una presentación final en su ciudad natal en noviembre de 1963, como la Sra. Higgins en la compañía de My Fair Lady. Bannerman estuvo casada dos veces, con el productor londinense Anthony Prinsep y con el actor Pat Somerset.

## Filmografía seleccionada
- Justice (1917) - Señora Cokeson
- The Gay Lord Quex (1917) - Muriel Eden
- Flames (1917) - Cuckoo
- Mary Girl (1917) - Condesa Folkington
- Hindle Wakes (1918) - Beatrice Farrar
- Goodbye (1918) - Florence Tempest
- Her Secret (1919) - Margaret Henderson
- Lady Audley's Secret (1920) - Lady Audley
- The Grass Orphan (1922) -Señora St. John
- Two White Arms (1932) - Lydie Charrington
- Lily Christine (1932) - Señora Abbey
- Over the Garden Wall (1934) - Diana
- The Great Defender (1934) - Laura Locke
- Royal Cavalcade (1935)
- I Give My Heart (1935) - Marechale
- Cluny Brown (1946) - Alice Carmel
- The Shocking Miss Pilgrim (1947)
- The Homestretch (1947) - Ellamae Scott